# William Stanley, 6:e earl av Derby
William Stanley, 6:e earl av Derby, född 1561, död 29 september 1642, var en engelsk adelsman, son till Henry Stanley, 4:e earl av Derby och Margaret Clifford, far till James Stanley, 7:e earl av Derby.
Det har ibland föreslagits att det i själva verket var han som låg bakom William Shakespeares verk tack vare sitt engagemang vid teatern, sina många resor och goda utbildning, men denna uppfattning är inte särskilt spridd.
Hans bror Ferdinando bildade en grupp med skådespelare som utvecklade sig till King's Men. Det är möjligt att den första föreställningen av En midsommarnattsdröm spelades på hans bröllopsbankett.
Han gifte sig med Elizabeth de Vere, dotter till Edward de Vere, 17:e earl av Oxford. Han var farbror till Anne Stanley.